# Флаг Оттавы
Флаг Отта́вы является официальным символом города Оттавы — столицы Канады.
В центре флага находится стилизованная буква «O», символизирующая Оттаву как столицу страны и несущая энергию и синергию, отражая динамизм Оттавы. Её дизайн выбран с тем, чтобы напоминать лист клёна, символ Канады, и здания парламента в Оттаве. Белые ленты символизируют единство и гармонию, сотрудничество для достижения общей цели. Цвета флага отражают, что жители Оттавы чувствуют по поводу качества жизни и окружающей среды в городе. Синий цвет символизирует реки и водные пути Оттавы, зелёный — обилие зелёных пространств.

## История
Ранее флаг Оттавы представлял собой фиолетово-красно-синий триколор. Он был принят в 1901 году, на момент его замены в 1987 году являлся самым старым муниципальным флагом в Канаде. Три цвета флага представляли: фиолетовый — монархию, красный — либералов, синий — консерваторов. В 1987 году в попытке обновить флаг в центр был добавлен герб Оттавы.
Ныне действующий флаг был создан в 2001 году после присоединения к Оттаве 10 населённых пунктов.